# Anthony Burgess
Anthony Burgess, pseudonimo di John Anthony Burgess Wilson (Manchester, 25 febbraio 1917 – Londra, 22 novembre 1993), è stato uno scrittore, critico letterario e glottoteta britannico, attivo anche come compositore, librettista, poeta, drammaturgo, sceneggiatore, giornalista, saggista, traduttore ed educatore.
È considerato uno dei più grandi autori inglesi del Novecento.

## Biografia
Nato da genitori cattolici, assunse il cognome Burgess dalla madre. Dal 1940 al 1946 prestò servizio militare nell'esercito britannico. Laureato in letteratura e filosofia, fu insegnante, oltre che in Inghilterra, anche in Malaysia e visse e lavorò anche nell'Asia sudorientale, negli Stati Uniti, nell'Europa mediterranea e a Roma in particolare.
Ha collaborato assieme a Suso Cecchi d'Amico con Franco Zeffirelli alla realizzazione del kolossal televisivo Gesù di Nazareth (1976). Scrisse saggi e biografie su vari personaggi, oltre a una introduzione a James Joyce. Durante il suo soggiorno italiano ha tradotto dal romanesco all'inglese circa ottanta sonetti del Belli. Come compositore scrisse tre sinfonie, sonate e concerti, prima di dedicarsi alla letteratura.
Mentre era al fronte in Oriente, tre disertori statunitensi, nel 1942, in una Londra squassata dai bombardamenti nazisti, si resero protagonisti di un "crudele e inconsulto atto di violenza" ai danni di sua moglie. Come ammette lui stesso, "ritrarre la violenza (in questo libro, N.d.R.) doveva essere un atto catartico e caritatevole insieme". Critico letterario, esperto conoscitore di musica, uomo di interessi molteplici e sperimentatore di linguaggi, è stato tra gli autori inglesi più prolifici e tradotti. Nei suoi numerosi romanzi il tema centrale è l'uomo minacciato dalla violenza, vittima di condizionamenti ideologici che ne limitano la libertà, oppresso dalla macchina dello Stato. Tra le sue opere: La dolce bestia, MF e la Trilogia malese (tutte edite da Einaudi), Il seme inquieto, Il dottore è ammalato e Notizie dalla fine del mondo (editi invece da Fanucci). Sul libro che gli diede la fama scriveva: "Se Arancia meccanica, così come 1984, rientra nel novero dei salutari moniti letterari — o cinematografici — contro l'indifferenza, la sensibilità morbosa e l'eccessiva fiducia nello Stato, allora quest'opera avrà qualche valore".
Tra i capolavori della narrativa si ricorda la Trilogia malese (1956), sugli ultimi giorni dell'Impero britannico dell'Est (e ispirato dal suo soggiorno in Malaysia) e il ciclo di romanzi comici di Enderby. Da ricordare anche Gli strumenti delle tenebre (Earthly powers, 1980), un romanzo grandioso che lo impegnò per più di dieci anni, e fu tra i finalisti del Booker Prize del 1980.
Nel 1983 vince la prima edizione del Premio Malaparte.
Il nome di Burgess è legato soprattutto all'esplorazione sulla natura del male attuata nel romanzo Arancia meccanica (A Clockwork Orange, 1962, letteralmente Un'arancia a orologeria), da cui fu tratto l'omonimo e celeberrimo film di Stanley Kubrick (1971). È ricordato anche per l'invenzione del Nadsat, uno slang artificiale derivato dall'inglese con numerose influenze russe usato da alcuni personaggi di Arancia meccanica. È ricordato anche per un altro suo esperimento linguistico: l'invenzione della lingua Ulam utilizzata nel film La guerra del fuoco.
Nel 1990 viene eseguita la sua opera per marionette Le bleu-blanc-rouge et le Noir con la musica di Lorenzo Ferrero al Teatro dell'Elfo con Armando Ariostini per il Teatro alla Scala di Milano.

## Opere letterarie
- Trilogia malese (Malaysian trilogy, 1958-1960)
  - L'ora della tigre (Time for a Tiger, 1956 - Volume 1 of the Malaysian trilogy)
  - Il nemico tra le coperte (The Enemy in the Blanket, 1958 - Volume 2 of the Malaysian trilogy)
  - Letti d'Oriente (Beds in the East, 1959 - Volume 3 of the Malaysian trilogy)
- The Right to an Answer, 1960
- Il dottore è ammalato (The Doctor is Sick, 1960)
- La dolce bestia (The Worm and the Ring, 1960)
- Diavolo di uno Stato (Devil of a State, 1961)
- One Hand Clapping, 1961 - con lo pseudonimo di Joseph Kell
- Arancia Meccanica (A Clockwork Orange, 1962)
- Il seme inquieto (The Wanting Seed, 1962)
- Honey for the Bears, 1963
- La dolce bestia (Inside Mr. Enderby, Volume 1 di Enderby quartet, 1961) - con lo pseudonimo di Joseph Kell
- Due storie di Venere (The Eve of St. Venus, 1964)
- Shakespeare (Nothing Like the Sun: A Story of Shakespeare's Love Life, 1964)
- A Vision of Battlements, 1965
- Tremor of Intent: An Eschatological Spy Novel, 1966
- Enderby Outside, 1968 (Volume 2 di Enderby quartet)
- MF (M/F, 1964)
- Napoleon Symphony: A Novel in Four Movements, 1974
- The Clockwork Testament, or Enderby's End, 1976 (Volume 3 di Enderby quartet)
- Beard's Roman Women, 1976
- L'uomo di Nazareth (Jesus Christ and the Love Game), 1976
- Abba Abba (Abba Abba, 1977)
- 1985, Londra, Boston, Toronto 1978
  - 1984 & 1985, Milano 1979
- Man of Nazareth (basato sulla sceneggiatura per "Gesù di Nazareth"), 1979
- Gli strumenti delle tenebre (Earthly Powers, 1980)
- Notizie dalla fine del mondo, o La fine della storia (The End of the World News: An Entertainment, 1982)
- Enderby's Dark Lady, or No End of Enderby, 1984 (Volume 4 di Enderby quartet)
- Ninety-nine Novels, 1984
- The Kingdom of the Wicked, 1985
- Flame into being: The Life and Work of D.H. Lawrence, Heinemann, 1985
  - La vita in fiamme, traduzione di Masolino d'Amico, A. Mondadori, Milano, 1987. Premio Comisso sezione Biografia[2]
- The Pianoplayers, 1986
- L'antica lama (Any Old Iron, 1988), trad. di Marco e Dida Paggi, Milano, Garzanti, 1991, ISBN 978-88-116-6078-1.
- La banda Amadeus (Mozart and the Wolf Gang, 1991)
- Un cadavere a Deptford (A Dead Man in Deptford, 1993), trad. di Lydia Salerno, Collana Narratori moderni, Milano, Garzanti, 1995, ISBN 978-88-116-6077-4.
- Byrne (Byrne, 1995)

## Composizioni musicali

### Composizioni per orchestra
- 3 sinfonie 1937, 1956, Sinfoni Melayu, 1975
- Sinfonietta per jazz combo 1941
- Gibraltar, poema sinfonico 1944
- Partita per archi 1951
- Passacaglia 1961

### Per strumento solista e orchestra
- Song of a Northern City per pianoforte 1947
- Concertino per pianoforte e percussioni 1951
- Concerto per flauto e archi 1960
- Concerto per pianoforte 1976

### Musica vocale
- Cantata for Malay College 1954

### Musica da camera
- Ludus Multitonalis per complesso di flauti dritti 1951
- Sonata per violoncello 1944
- 2 sonate per pianoforte 1946, 1951